# Yochlia multispinosa
Yochlia multispinosa är en insektsart som beskrevs av Nielson 1979. Yochlia multispinosa ingår i släktet Yochlia och familjen dvärgstritar. Inga underarter finns listade i Catalogue of Life.